# El Capusarit
El Capusarit är en ort i Mexiko.   Den ligger i kommunen Etchojoa och delstaten Sonora, i den västra delen av landet, 1 400 km nordväst om huvudstaden Mexico City. El Capusarit ligger 16 meter över havet och antalet invånare är 101.
Terrängen runt El Capusarit är mycket platt. Runt El Capusarit är det ganska glesbefolkat, med 35 invånare per kvadratkilometer. Närmaste större samhälle är Huatabampo, 8,3 km söder om El Capusarit. Trakten runt El Capusarit består till största delen av jordbruksmark.